# Landschaften mit Rotjacke

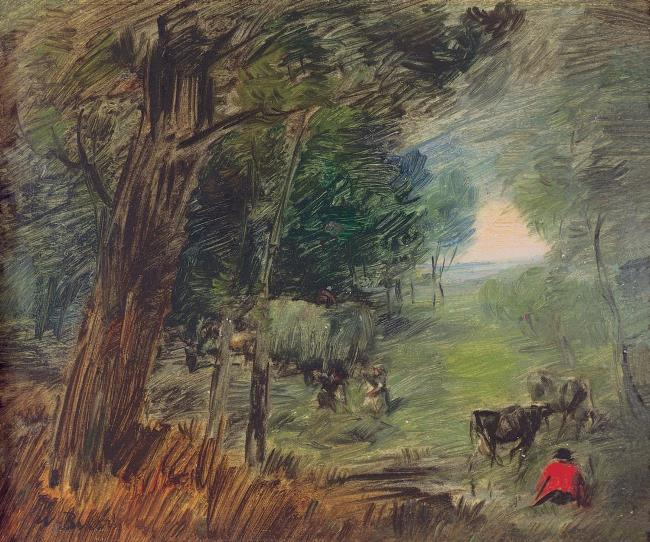
Waldrand mit Hirte und drei Kühe, vermutlich 1890/93

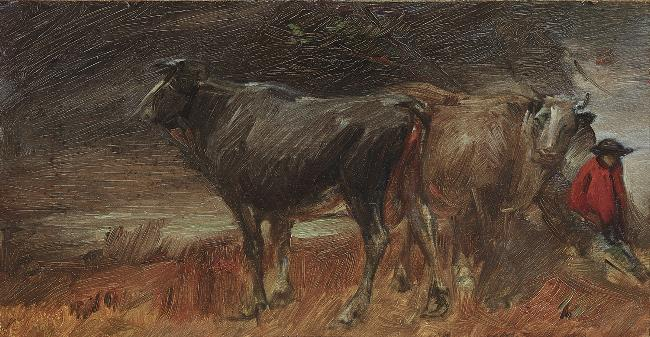
Hirte mit zwei Kühen

Als Landschaften mit Rotjacke oder auch nur Rotjacke wird eine große Bildergruppe im malerischen Werk des humoristischen Zeichners und Dichters Wilhelm Busch bezeichnet. Unter den nahezu 1000 Gemälden und Skizzen finden sich etwa 280, auf denen Personen dargestellt sind, die mit einer roten Jacke gekleidet sind. Namensgebend ist eine meist von hinten gesehene Figur, die in gedeckte Farben gekleidet ist, aber eine leuchtend rote Jacke trägt. Wilhelm Busch, der ein Leben lang an seinen malerischen Fähigkeiten zweifelte und seine Bilder gewöhnlich weder datierte noch signierte, gab seinen Bildern nur sehr selten Titel. Die Titel, die Kunsthistoriker den Bildern gegeben haben, greifen diese Jacke häufig auf und haben Bildern Buschs Titel gegeben wie Rotjacke unter Buche, Rotjacke in der Tür zum Hof, Rotjacke mit Kuh in ansteigender Landschaft oder Rotjacke auf Waldwiese an einem Tümpel.

## Hintergrund
Wilhelm Buschs malerisches Werk zeigt häufig bäuerliche Menschen bei alltäglichen Verrichtungen. Die Alltagskleidung dieser Menschen war meist aus gewebtem Wolltuch geschneidert. Die typischen Farben waren Blau oder Grün. Die männliche Festtagskleidung war keine farbige Tracht, sondern gewöhnlich ein schwarzer Anzug. Die rote Jacke, die so durchgängig im Werk von Wilhelm Busch auftaucht, wird daher mit einem besonders prägenden Erlebnis Buschs während seines Studiums in Antwerpen verknüpft. Wilhelm Busch erkrankte dort schwer an Typhus. Er fand aufopferungsvolle Pfleger während dieser lebensbedrohlichen Krankheit in seinen Wirtsleuten, dem Handwerkerehepaar Jean Baptiste und Maria Timmermans. Halbwegs genesen, entschloss sich Wilhelm Busch, in sein Elternhaus in Wiedensahl zurückzukehren. Seine Wirtsleute, die materiell keineswegs gut gestellt waren, schenkten ihm zum Abschied eine warme rote Jacke sowie drei Orangen.
Das wiederholte Auftauchen der roten Jacke im malerischen Werk Wilhelm Buschs scheint daher ähnlich wie bei Joseph Beuys aus einem Grenzerlebnis zu resultieren. Beuys argumentierte seine lebenslangen Auseinandersetzungen mit Fett und Filz als Materialien seiner Kunst mit seinem Abschuss als Kampfflieger über der Krim im Jahre 1944. Der Schwerverletzte wurde von Tataren gerettet, die ihn mit Fett einrieben und in Filz einpackten. Anders als Beuys hat sich Wilhelm Busch jedoch nur sehr wenig über sein Werk und die Motive seiner Malerei geäußert, so dass die Verbindung der roten Jacke mit der schweren Typhuserkrankung Wilhelm Buschs eine Vermutung bleiben muss. Denkbar ist auch, dass die rote Jacke aus rein formalen Gründen in den Bildern erscheint, als akzentuierter Komplementärkontrast innerhalb der überwiegend in Grüntönen gehaltenen Bildern.

## Belege

### Einzelbelege
1. 1 2  Gudrun Schury: Ich wollt, ich wär ein Eskimo. Das Leben des Wilhelm Busch. Biographie, S. 53
2. 1 2  Gudrun Schury: Ich wollt, ich wär ein Eskimo. Das Leben des Wilhelm Busch. Biographie, S. 52